# Mesochorus versicolor
Mesochorus versicolor är en stekelart som beskrevs av Dasch 1974. Mesochorus versicolor ingår i släktet Mesochorus och familjen brokparasitsteklar. Inga underarter finns listade i Catalogue of Life.